# Tiếng Akkad
Tiếng Akkad (lišānum akkadītum, 𒅎𒀝𒂵𒌈 ak.kADû) - hay tiếng Accad, tiếng Assyria-Babylon - là một ngôn ngữ không còn tồn tại thuộc nhóm Ngôn ngữ Semit (thuộc ngữ hệ Phi-Á) từng được con người ở vùng Lưỡng Hà cổ đại dùng để nói. Ngôn ngữ này sử dụng hệ thống chữ viết hình nêm vốn được dùng trong tiếng Sumer cổ (một ngôn ngữ biệt lập không liên quan với tiếng Akkad). Tên gọi "tiếng Akkad" bắt nguồn từ tên thành phố Akkad - một trung tâm lớn của nền văn minh Lưỡng Hà Semit trong giai đoạn Đế quốc Akkad (khoảng 2334–2154 trước Công nguyên), mặc dù thực tế ngôn ngữ này đã ra đời từ trước khi thành phố Akkad thành lập.
Sự ảnh hưởng lẫn nhau giữa tiếng Sumer và tiếng Akkad đã khiến các học giả xếp các ngôn ngữ này vào chung một vùng ngôn ngữ (sprachbund). Danh xưng riêng bằng tiếng Akkad đã được chứng thực lần đầu trong các văn bản Sumeria niên đại khoảng cuối thế kỷ XXIX trước Công nguyên. Từ nửa sau thiên niên kỷ thứ ba trước Công nguyên (khoảng năm 2500 TCN) thì bắt đầu xuất hiện các văn bản viết hoàn toàn bằng tiếng Akkad. Tính đến nay, người ta đã khai quật được hàng trăm nghìn văn bản và mẩu văn bản viết bằng tiếng Akkad với nội dung bao quát các chủ đề như thần thoại, pháp luật, khoa học, thư từ, sự kiện chính trị và quân sự,... Trước thiên niên kỷ thứ hai trước Công nguyên, tồn tại hai dạng ngôn ngữ sử dụng ở Assyria và Babylon, lần lượt là tiếng Assyria và tiếng Babylon.
Trong hàng thế kỷ, tiếng Akkad đã là lingua franca của vùng Lưỡng Hà và Cận Đông cổ đại. Tuy nhiên, ngôn ngữ này bắt đầu sa sút khoảng từ thế kỷ VIII trước Công nguyên và bị tiếng Aramaic đẩy khỏi nhịp điệu phát triển xã hội trong thời Đế quốc Tân Assyria. Đến thời kỳ truyền bá văn hóa Hy Lạp thì tiếng Akkad phần lớn bị giới hạn trong giới học giả và tăng lữ làm việc tại các đền thờ ở Assyria và Babylon. Văn bản cuối cùng có sử dụng chữ viết hình nêm Akkad có niên đại thế kỷ I. Một lượng kha khá từ mượn từ tiếng Akkad vẫn tồn tại trong các phương ngữ Tân Aramaic vùng Lưỡng Hà và được những người Assyria - theo Cơ Đốc giáo - bản địa sử dụng tại những vùng đất mà ngày nay thuộc Iraq và ven Iraq. Việc đặt tên, họ và tên bộ lạc bằng tiếng Akkad vẫn phổ biến trong cộng đồng người Assyria.